# سعید اورن (دامال)
سعید اورن (به ترکی استانبولی: Seyitören) یک منطقهٔ مسکونی در ترکیه است که در دامال واقع شده‌است.